# 달성 냉천리 지석묘군
냉천리지석묘군(冷泉里支石墓群)은 대한민국 대구광역시 달성군 가창면 냉천리에 있는 청동시대의 고인돌이다. 2006년 4월 20일 대구광역시의 기념물 제14호로 지정되었다.

## 개요
신천 유역의 많은 지석묘가 급격한 도시의 팽창과 경지정리 등으로 멸실되어 가고 있는 현실에서 양호하게 원형을 보존하고 있는 유적이다. 전형적인 바둑판식으로 신천변에 영위되던 당대의 사회상을 파악할 수 있는 학술적 자료로 가치가 크다.

## 참고 문헌
- 냉천리지석묘군 - 국가유산청 국가유산포털